# 雷恩斯福德 (蒙大拿州)
雷恩斯福德（英語：Raynesford）是位於美國蒙大拿州朱迪斯盆地縣的普查規定居民點。

## 歷史
雷恩斯福德的郵局自1909年營運至今。

## 人口
根據2020年美國人口普查的數據，雷恩斯福德的面積為0.26平方千米，皆為陸地。當地共有人口31人，而人口密度為每平方千米119.23人。